# Titularbistum Philomelium
Philomelium (ital.: Filomelio) ist ein Titularbistum der römisch-katholischen Kirche.
Es geht zurück auf ein früheres Bistum der antiken Stadt Philomelion (das heutige Akşehir in der Türkei) in der römischen Provinz Asia bzw. Phrygia und in der Spätantike Phrygia Salutaris in der westlichen Türkei. Das Bistum gehörte der Kirchenprovinz Amorion an.
| Titularbischöfe von Philomelium |                                          | |                   |                    |
| Nr.                             | Name                                     | Amt | von               | bis                |
| 1                               | John Joseph Hornyold                     | Apostolischer Koadjutorvikar des Midland Districts Apostolischer Vikar des Midland Districts (Großbritannien) | 20. Dezember 1751 | 26. Dezember 1778  |
| 2                               | Nicola d’Ambrosio                        | | 29. März 1790     |                    |
| 3                               | Francesco Saverio de Vita                | | 3. Dezember 1792  |                    |
| 4                               | Joseph Ponsot MEP                        | Apostolischer Vikar von Yunnan (China)                                                                        | 21. Januar 1841   | 17. November 1880  |
| 5                               | István Neszveda                          | Weihbischof in Vác (Ungarn)                                                                                   | 27. März 1884     | 20. April 1890     |
| 6                               | Antoni Andrzejewicz                      | Weihbischof in Gnesen-Posen (Polen)                                                                           | 23. Juni 1890     | 15. September 1907 |
| 7                               | Francesco Giacci                         | emeritierter Bischof von Marsi (Italien)                                                                      | 29. April 1909    | 20. Februar 1919   |
| 8                               | Federico Emmanuel SDB (Federico Emanuel) | Weihbischof in Sabina und Poggio Mirteto (Italien)                                                            | 18. April 1929    | 12. November 1936  |
| 9                               | Januarius Kyūnosuke Hayasaka             | emeritierter Bischof von Nagasaki (Japan)                                                                     | 5. Februar 1937   | 26. Oktober 1959   |
| 10                              | James John Hogan                         | Weihbischof in Trenton (USA)                                                                                  | 27. November 1959 | 23. Mai 1966       |